# Rorspitzli
Rorspitzli – szczyt w Alpach Berneńskich, części Alp Zachodnich. Leży w Szwajcarii w kantonie Uri. Należy do pasma Alp Urneńskich. Można go zdobyć ze schroniska Salbithütte (2105 m) lub Salbitschijenbiwak (2400 m). 